# Muzeum Regionalne w Janowie Lubelskim
Muzeum Regionalne w Janowie Lubelskim – jedyne muzeum w Janowie Lubelskim o tematyce regionalnej. Mieści się aktualnie w budynku Starego Więzienia w Janowie Lubelskim wybudowanego w latach 1825–1826, obecnie w remoncie. Od 2013 w częściowo wyremontowanych salach organizowane są wystawy czasowe. Tymczasowa siedziba Muzeum – dyrekcja oraz sala wystaw czasowych mieści się w budynku Domu Nauczyciela przy ul. Ogrodowej 16.
Muzeum zostało powołane do życia 1 stycznia 1986. Przez pierwsze 10 lat działało jako Muzeum Czynu Zbrojnego w Janowie Lubelskim – Oddział Muzeum Okręgowego w Sandomierzu. Jako Muzeum Regionalne działa od 1996. Od tego czasu jest samodzielna placówką podlegającą władzom samorządowym.

## Gromadzenie i udostępnianie eksponatów
Główną działalnością muzeum jest gromadzenie i udostępnianie zbiorów. Gromadzonymi eksponatami są między innymi wszelkie zbiory dotyczące archeologii i historii regionu, jego tradycji oraz kultury i sztuki. Zbiory tego typu pozyskiwane są głównie przez zakup, przekazania lub darowiznę. Prowadzone są również kwerendy w innych muzeach, archiwach i bibliotekach. Zbiory własne, muzeum udostępnia bezpłatnie na potrzeby badań naukowych. Korzystać z nich mogą także osoby poszukujące wiedzy na temat historii lub etnografii regionu powiatu janowskiego.
Ze zbiorów rocznie korzysta około 50 osób. Często korzystają z nich ludzie na potrzeby wydawnictw książkowych lub czasopism (np. czasopisma Janowskie Korzenie).

## Wystawiennictwo
Muzeum prowadzi działalność wystawienniczą będąca jedną z form udostępniania zbiorów własnych. Prezentacja odbywa się na wystawach stałych. Poza tym organizowane są wystawy czasowe, dobierane pod kątem przekazania wiedzy z danej dziedziny. Istotna jest w tym przypadku prowadzona współpraca z innymi muzeami, bibliotekami i innymi podobnymi instytucjami. Przykładem jest tu Polska Akademia Nauk, Instytut Pamięci Narodowej, Towarzystwo National Geographic Polska, Państwowe Muzeum Etnograficzne w Warszawie, Muzeum Narodowe w Warszawie.

## Badania naukowe
Muzeum w Janowie Lubelskim zajmuje się prowadzeniem badań w terenie na obszarze powiatu janowskiego głównie w celu pozyskania zabytków archeologicznych, historycznych i etnograficznych. Prowadzi też prace kwerendalne w muzeach archiwalnych, u osób prywatnych w celu uzyskania informacji na temat historii i kultury ziemi janowskiej, oraz w celu dokumentacji i archiwizacji tych materiałów.
Innym przejawem działalności naukowej i badawczej muzeum są organizowane przez nie obozy naukowe dla studentów Wydziału Kulturoznawstwa UMCS w Lublinie.

## Wydawnictwa
Muzeum wydaje katalogi informacyjne do wystaw organizowanych w muzeum. Poza tym jest także współwydawcą lub wydawcą pozycji książkowych. Należy tu głównie wymienić:
- Janów Lubelski 1640–2000, pod red. Zenona Baranowskiego, Barbary Nazarewicz, Józefa Łukasiewicza, Sandomierz: Wydawnictwo Diecezjalne, 2000, 302 ss.
- Zenon Baranowski, Rys historyczny miejscowości powiatu janowskiego, Lublin, Stalowa Wola: „Sztafeta”, 2001. 171 ss.
- Janowskie Gimnazjum i liceum w oczach wychowanków (1993, praca zbiorowa, 59 stron).
- Łążek garncarski (1995, Barbara Nazarewicz).
- Janowskie Korzenie.

## Działalność oświatowa
Muzeum współpracuje ze szkołami powiatu janowskiego w celu prowadzenia programów edukacyjnych. Organizuje seminaria na bazie wystaw i ekspozycji. Muzeum próbuje podtrzymywać lokalną tradycję ginące umiejętności, jak np. garncarstwo, plecionkarstwo organizując warsztaty dla dzieci i młodzieży.
Poza tym muzeum w Janowie współorganizuje wiele imprez kulturalnych na terenie miasta, na przykład: Festiwal kaszy lub Jarmark Janowski.